# Glendale (Colorado)
Glendale és una població dels Estats Units a l'estat de Colorado. Segons el cens del 2000 tenia 4.547 habitants.

## Demografia
Segons el cens del 2000, Glendale tenia 4.547 habitants, 2.630 habitatges, i 715 famílies. La densitat de població era de 3.192 habitants per km².
Dels 2.630 habitatges en un 12,9% hi vivien nens de menys de 18 anys, en un 17,2% hi vivien parelles casades, en un 5,7% dones solteres, i en un 72,8% no eren unitats familiars. En el 57,8% dels habitatges hi vivien persones soles el 2,4% de les quals corresponia a persones de 65 anys o més que vivien soles. El nombre mitjà de persones vivint en cada habitatge era d'1,73 i el nombre mitjà de persones que vivien en cada família era de 2,86.
Per edats la població es repartia de la següent manera: un 13,3% tenia menys de 18 anys, un 21,2% entre 18 i 24, un 50,4% entre 25 i 44, un 12,5% de 45 a 60 i un 2,6% 65 anys o més.
L'edat mediana era de 28 anys. Per cada 100 dones de 18 o més anys hi havia 115,5 homes.
La renda mediana per habitatge era de 29.043 $ i la renda mediana per família de 29.521 $. Els homes tenien una renda mediana de 27.674 $ mentre que les dones 28.050 $. La renda per capita de la població era de 20.838 $. Entorn del 20,1% de les famílies i el 17,2% de la població estaven per davall del llindar de pobresa.

## Poblacions més properes
El següent diagrama mostra les poblacions més properes.